# WISE 1506+7027
WISE 1506+7027 – brązowy karzeł reprezentujący typ widmowy T, położony około 11 lat świetlnych od Słońca. Należy do najbliższych Układowi Słonecznemu obiektów gwiazdopodobnych i jest najbliższym Ziemi obiektem astronomicznym z gwiazdozbioru Małej Niedźwiedzicy.

## Nazwa
Skrótowiec „WISE” pochodzi od nazwy teleskopu kosmicznego Wide-field Infrared Survey Explorer, obserwującego niebo w podczerwieni, który wykonał zdjęcia, na których odnaleziono obiekt. Liczby w nazwie oznaczają współrzędne astronomiczne tego ciała niebieskiego.